# Moçambikiska självständighetskriget
Moçambikiska självständighetskriget var en väpnad konflikt mellan gerillastyrkor ur moçambikiska befrielsefronten eller FRELIMO (portugisiska: Frente de Libertação de Moçambique) och Portugal. Kriget startades officiellt den 25 september 1964 och avslutades med ett eldupphör den 8 september 1974 som resulterade i en framförhandlad självständighet 1975.
Portugals krig mot självständiga gerillakrigare i dess 400 år gamla afrikanska territorier utbröt i Angola 1961. I Moçambique utbröt konflikten 1964 som en följd av oro och frustration bland många inhemska moçambikier som uppfattade utländskt styre som en form av exploatering och dålig behandling. Detta tjänade bara till ytterligare portugisiska ekonomiska intressen i regionen. Många moçambikier harmades även över Portugals politik gentemot den inhemska befolkningen, vilket resulterade i diskriminering, traditionell livsstil blev svår för många afrikanska infödingar och begränsad tillgång till portugisisk utbildning och kvalificerade anställningar. Allteftersom framgångsrika självbestämmande rörelser spred sig över Afrika efter andra världskriget blev många moçambikier successivt nationalistiska till synsättet och alltmer frustrerade av nationens fortsatta underkastelse till utländskt styre. Å den andra sidan reagerade många enkulturella infödda afrikaner som var fullt integrerade i den portugisregerade sociala organisation Portugisiska Moçambique, särskilt de från städerna, på de independentiska anspråken med en mix av obehag och misstänksamhet. Territoriets etniska portugiser, som omfattade de flesta av de styrande myndigheterna, svarade med en ökad militär närvaro och snabba utvecklingsprojekt.
En massexil av Moçambiques politiska intelligentia till grannländerna fungerade som tillflyktsorter varifrån radikala moçambikier kunde planera åtgärder och underblåsa de politiska oroligheterna i sitt hemland. Bildandet av den moçambikiska gerillaorganisationen FRELIMO och stöd från Sovjetunionen, Kina och Kuba genom vapen och rådgivare, ledde till våldsutbrottet som skulle pågå i över ett decennium.
Ur militär synvinkel höll den portugisiska reguljära armén övertaget under hela konflikten mot de independentiska gerillastyrkorna. Trots deras utsatta ställning segrade FRELIMO-rebellerna efter en vänsterorienterad militärkupp i Lissabon som störtade diktaturen i Portugal. Moçambique lyckats uppnå självständighet den 25 juni 1975 efter statskuppen i Portugal känd som Nejlikerevolutionen, vilket innebar ett slut på 470 år av portugisiskt kolonialstyre i den östafrikanska regionen. Enligt revolutionshistoriker drevs militärkuppen i Portugal delvis av protester avseende de portugisiska truppernas behandling av vissa delar av den lokala moçambikiska befolkningen. Ett ökat kommunistiskt inflytande över den grupp portugisiska militära rebeller som ledde militärkuppen i Lissabon, tillsammans med kritiken från det internationella samfundet mot Portugals kolonialkrig i allmänhet, ses som de främsta orsakerna till det slutliga resultatet.